# Mil V-7
El Mil V-7 es un helicóptero experimental desarrollado por el OKB soviético Mil desde finales de la década de 1950 hasta 1965.

## Desarrollo
El V-7 fue el primer desarrollo de un aparato por parte de Mil con el sistema de propulsión tip jet, consistente en pequeños motores de propulsión a chorro instalados en las puntas de las palas del rotor. Pese a que este sistema inherentemente elimina el par de giro, el V-7 contaba con un pequeño rotor de cola al extremo de un montaje tubular triangular.
El fuselaje consistía en una estructura ovoidal capaz de albergar al piloto y tres pasajeros, espalda contra espalda. El revestimiento de la célula era parte integrante del bastidor, y sobre los pasajeros se ubicaba el depósito de combustible.
Se realizaron pruebas de vuelo estático cautivo, pero la falta de potencia de los motores llevó a la cancelación del proyecto en 1965.

## Especificaciones

### Características generales
- Tripulación: 4 (piloto y tres pasajeros)
- Diámetro rotor principal: 11,6 m
- Peso vacío: 730 kg
- Peso cargado: 835 kg
- Planta motriz: 2× estatorreactor AI-7. cada uno.

### Rendimiento
- Alcance: km
- Radio de acción: km
- Alcance en combate: km
- Alcance en ferry: km